# Vladimir Borisovič Belov
Vladimir Borisovič Belov, sovjetski (ruski) rokometaš, * 26. april 1958, † 14. november 2016.
Leta 1980 je na poletnih olimpijskih igrah v Moskvi v sestavi sovjetske rokometne reprezentance osvojil srebrno olimpijsko medaljo.